# Huemac
Nella tradizione leggendaria azteca, Huemac (fl. XI secolo?), chiamato anche Hueymac o Huehmac, viene descritto come l'ultimo re dell'ugualmente leggendario e semi-mitico stato tolteca prima della caduta di Tula/Tollan. 

## Descrizione
Il suo nome viene generalmente tradotto come "Grande Mano", ma alcuni studiosi sostengono che la traduzione migliore sia "Grande Dono".
Tutto quello che sappiamo di questa figura deriva dalla letteratura azteca scritta secoli dopo. Come di tutto quello che ha a che fare con i toltechi, di cui gli Aztechi ed altri popoli mesoamericani del postclassico affermano di discendere, anche di questo personaggio si conosce pochissimo. Numerosi studi contemporanei mesoamericani si chiedeono se i Toltechi siano esistiti come stato unitario. e quindi il fatto che Huemac sia realmente esistito è discutibile.
Dopo la caduta della capitale tolteca, Huemac viaggiò per alcuni anni con un piccolo gruppo di seguaci, per poi morire in una grotta a Chapultepec, oggi parte di Città del Messico. La data della sua morte, in base a vari racconti ed a vari tentativi di correlare le varie storie col calendario gregoriano, vanno dal 1090 al 1180.